# 速弁
速弁（はやべん）とは、主として中日本高速道路株式会社（NEXCO中日本）が管理する高速道路の一部のサービスエリア及びパーキングエリアで販売されている弁当のことをいう。NEXCO中日本とJTB中部が商標登録している（第5047477号ほか全2件）。
同種の弁当で東日本高速道路株式会社（NEXCO東日本）が販売するものをどら弁当（道楽弁当）、西日本高速道路株式会社（NEXCO西日本）が販売するものを高速弁当と言う。

## 販売形態
中日本高速道路株式会社（中日本エクシス）が管理する特定のサービスエリア・パーキングエリアにて販売される。駅弁と異なり、2,000円前後の高級志向で制作された弁当が多い。

## 販売箇所
- 東名高速道路　
  - 港北PA
  - 豊田上郷SA
- 名神高速道路　
  - 養老SA
  - 多賀SA
- 中央自動車道　
  - 諏訪湖SA
- 北陸自動車道　
  - 南条SA
- 東海北陸自動車道　
  - 関SA
  - 長良川SA